# تله‌جرد علیا
تله‌جرد علیا، روستایی از توابع بخش زند شهرستان ملایر در استان همدان ایران است.

## جمعیت
این روستا در دهستان کمازان سفلی قرار دارد و براساس سرشماری مرکز آمار ایران در سال ۱۳۹۵، جمعیت آن ۸۶ نفر (۳۴خانوار) بوده‌است.